# 启明南路站
启明南路站是洛阳轨道交通1号线的地铁车站，位于中华人民共和国河南省洛阳市瀍河回族区中州东路与启明南路交叉口，于2021年3月28日开通。自2025年3月起，车站增加副站名标识为启明南路站·河南省洛阳正骨医院。

## 车站结构
启明南路站位于中州东路与启明南路交叉口，沿中州东路设置，呈东西走向，为地下两层岛式站台车站，车站长476.1米，标准段宽20.7米，车站地下一层为站厅层，地下二层为站台层，站台设置全高站台门。车站东侧设有两条存车线。
| 地面              | 出入口 | A、B、C、D出入口                                                                                    |
| 地下一层          | 站厅   | 客服中心、自动售票机、验票机                                                                        |
| 地下二层          | 站台   | \| \| \| █ 1号线往红山（夹马营） \| \| 島式 · 開左邊车门 \| \| \| \| \| \| █ 1号线往杨湾（塔湾） \| |
|                   |        | █ 1号线往红山（夹马营）                                                                             |
| 島式 · 開左邊车门 |        | |
|                   |        | █ 1号线往杨湾（塔湾）                                                                               |

## 出入口
启明南路站共设4个出入口，各出口及周围设施如下所示：
| 出口编号            | 照片 | 地点                           | 可到达目的地                         |
| ------------------- | ---- | ------------------------------ | ------------------------------------ |
| A · 出口            |      | 中州东路（南），启明南路（东） | 贰号城邦                             |
| B · 出口            |      | 中州东路（南），启明南路（西） | 居业·美丽家                          |
| C · 出口            |      | 中州东路（北），启明南路（西） | 河南林业职业学院，洛阳市第六高级中学 |
| D · 出口 · （设有） |      | 中州东路（北），启明南路（东） | 塔西村                               |
| 图例： 设有         |      |                                |                                      |

## 接驳交通

### 公交车
- 中州东路启明南路口：4路，16路，17路，19路，34路，42路，56路，57路，76路，86路，106路，802路，807路，807旅游直通车
- 启明南路熙春路口：4路，7路，9路，夜9路，34路，41路，58路，79路，V18路，807旅游直通车

## 历史
本站工程名与正式站名均为启明南路站，以车站横跨的启明南路命名。
- 2018年11月1日，车站主体结构封顶[5]。
- 2021年3月28日，车站随1号线通车开通[1]。